# Jan Willem van Sypesteyn
Jan Willem van Sypesteyn (Haarlem, 8 oktober 1816 - 's-Gravenhage, 26 februari 1866) was directeur van het Koninklijk Huisarchief en krijgsgeschiedkundige.

## Familie
Van Sypesteyn, lid van de familie Van Sypesteyn, was een zoon van jhr. Cornelis Ascanius van Sypesteyn (1785-1841), inspecteur der belastingen; trouwde in 1812 Cornelia Anna Druyvesteyn (1788-1852), lid van de familie Druyvesteyn. Hij trouwde in 1853 met jkvr. Adriana Wilhelmina van Vredenburch, lid van de familie Van Vredenburch. Uit dit huwelijk werden onder anderen de volgende kinderen geboren:
- jkvr. Maria Adriana van Sypesteyn (1854-1941), hofdame van prinses Hendrik; trouwde in 1881 met Jan Derk baron van Wassenaer, heer van Rosande, lid van de Eerste Kamer
- jkvr. Cornelia Anna van Sypesteyn (1855-1934); trouwde in 1880 met jhr. mr. Leonard Henri Ruyssenaers (1850-1913), diplomaat
- jhr. Catharinus Henri Cornelis Ascanius van Sypesteyn, heer van Sypesteyn (1857-1937), stichter van kasteel Sypesteyn

## Loopbaan
In 1832 werd hij cadet der genie in Medemblik Even later werd hij door koning Willem I benoemd tot page. In de navolgende jaren was hij als militair betrokken bij de vestingbouw en verdedigingswerken. Tot 1863 bleef hij, als kapitein der genie, in dienst van het ministerie van Oorlog. Op 1 februari 1863 werd hij toegevoegd aan mr. Guillaume Groen van Prinsterer, belast met het beheer van het koninklijk huisarchief. Daar zette hij zich in voor ordening en catalogisering van de verzameling en zorgde ook voor aanwas van stukken, onder andere door portretten van leden van de verschillende takken Van Nassau toe te voegen.
Vanaf 1849 publiceerde hij verschillende historische studies, met name over krijgsgeschiedenis. Hij overleed op 49-jarige leeftijd. Na zijn overlijden werden zijn historische verzamelingen geveild.

## Vernoemingen
In de gemeente Utrecht werden onder meer de Van Sypesteynkazerne en de Van Sijpesteijnkade naar hem vernoemd.